# Université islamique d'Ouganda
L'université islamique d'Ouganda (en anglais : Islamic University in Uganda ou IUIU) est une université islamique privée d'Ouganda. Son campus principal est situé à Mbale, dans le sud-est du pays.

## Source
- (en) Cet article est partiellement ou en totalité issu de l’article de Wikipédia en anglais intitulé « Islamic University in Uganda » (voir la liste des auteurs).